# 三井高徳
三井 高徳（みつい たかのり、1874年（明治7年）11月16日 - 1937年（昭和12年）1月7日） は、日本の実業家、男爵。東神倉庫社長、三井鉱山代表取締役、三井合名監査役、三井物産監査役等を務めた。族籍は京都府華族。

## 人物・経歴
三井高弘（八郎次郎）の長男。父の死去に伴い1919年10月30日に男爵を襲爵した。1922年から東神倉庫社長を務め、名古屋出張所の開設などにあたった。三井物産監査役、三井呉服店監査役、三井鉱山代表取締役、三井合名監査役等も務めた。また、円山応挙に私淑し日本画を書いた。1937年死去。

## 家族・親族
三井家
- 祖父・高福（1808年 - 1885年）
- 父・高弘（八郎次郎[2]、1849年 - 1919年、三井物産社長、男爵）
- 継母・照子（1860年 - ?、侯爵伊達宗彰の大叔母）
- 妻（1880年 - ?、子爵田村丕顕の妹）[2]
- 長男・高陽[9]（1900年 - 1983年、実業家、交通史研究家）

## 著書
- 『南山遺稿』三井高陽、1938年。
- 『陶工永楽伝 : 和全翁詳伝』三井高陽、1939年。